# Germain-Hector Périgot
Pour les articles homonymes, voir Périgot.
Germain-Hector Périgot (Devant-les-Ponts, 30 décembre 1816 - Paris, 26 juin 1900) est un officier de marine français.

## Biographie
Il entre à l'École navale en novembre 1832 et en sort aspirant de 2e classe en octobre 1835. Élève de 1re classe sur La Zélée de Charles Hector Jacquinot dans l'expédition Dumont d'Urville autour du monde et en Antarctique (1837-1840), enseigne de vaisseau (août 1839), il est promu lieutenant de vaisseau en octobre 1844 et sert en escadre de Méditerranée.
De 1851 à 1853, il commande l'aviso à roues Averne et obtient deux témoignages de satisfactions pour des travaux d'hydrographie qu'il a menés dans le détroit de Bonifacio. Nommé capitaine de frégate en mars 1854, commandant du vaisseau Donawerth, de la corvette Roland (1855-1857) puis de la frégate Asmodée (1859-1860), il est promu capitaine de vaisseau en août 1861 et commande la frégate cuirassée Magnanime de 1865 à 1867 puis la Savoie et sert à terre durant la guerre de 1870 comme commandant de la subdivision de l'Aisne et la marine à Dunkerque.
Contre-amiral (avril 1873), il commande la division navale du Pacifique de 1874 à 1877 sur le cuirassé La Galissonnière et est promu vice-amiral et préfet maritime de Lorient en décembre 1878. Il prend sa retraite en décembre 1881.

## Récompenses et distinctions
- Chevalier (18 décembre 1848), Officier (21 juin 1856), Commandeur (26 septembre 1866) puis Grand officier de la Légion d'honneur (18 janvier 1881).